# Quebrada Mala
La quebrada Mala es un curso de agua intermitente de la Provincia de Huasco en la Región de Atacama, ubicado al norte de la quebrada Carrizal.

## Historia
Luis Risopatrón lo describe en su Diccionario Jeográfico de Chile: 535 
Mala (Quebrada) 27° 55' 71° 08’. Tiene 2 766 hectáreas de hoya hidrográfica, corre hácia el W i desemboca en la ribera del mar, a corta distancia hácia el S de la punta de Matamoros. 98, II, p. 472 i carta de San Román (1892); 99, p. 12; i 156.